# 牤牛海
牤牛海是一个位于中国内蒙古自治区兴安盟的湖泊，面积约为10.6平方千米，属于蒙新高原区。它的一级流域为内流区诸河，二级流域为内蒙古内流区。